# اساطیر تاهیتی و جزایر انجمن

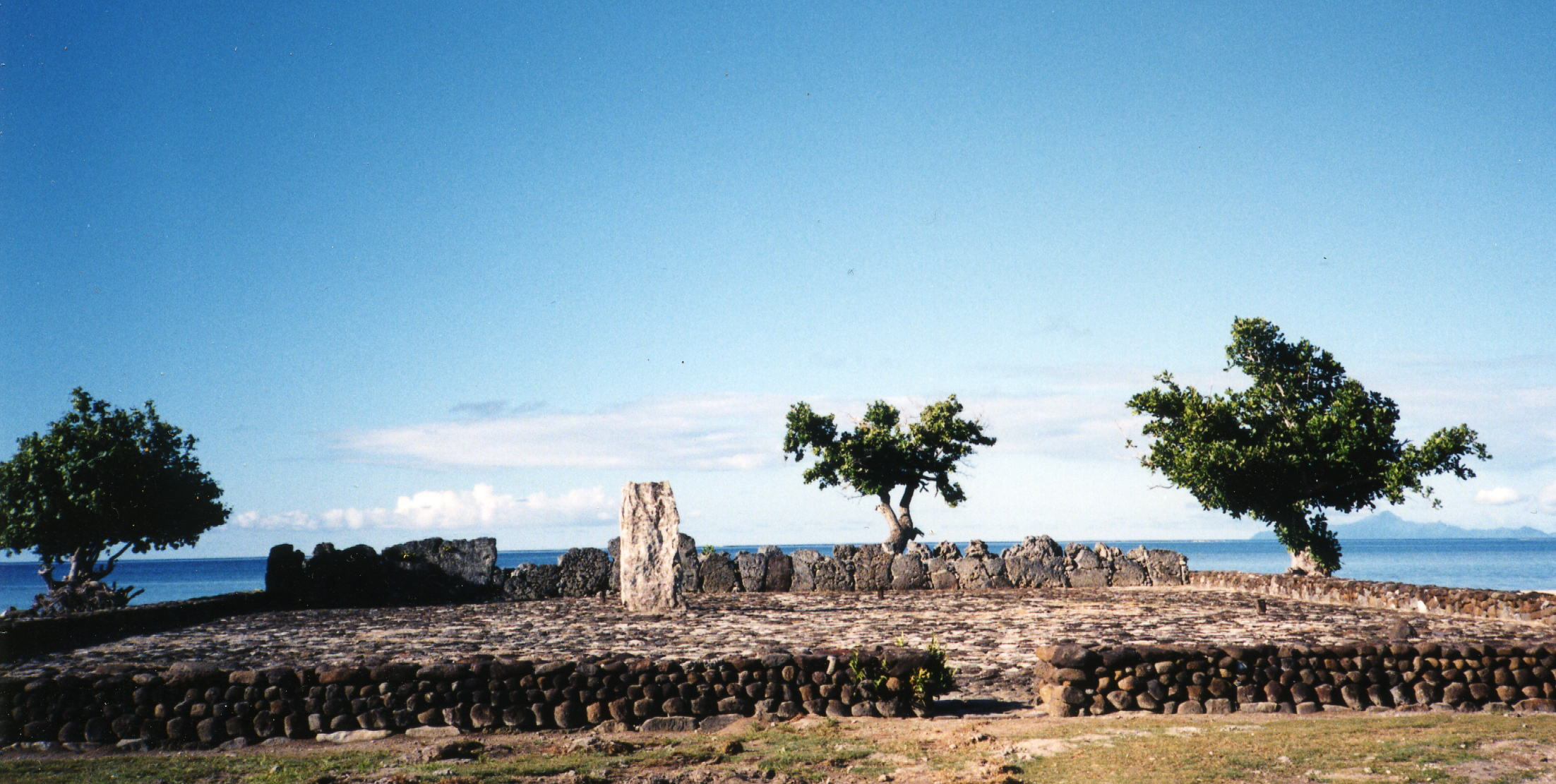
تاپوتاپواته ئآ مارائه, یک مارائه باستانی ساخته شده از سنگ در رایاتئادر جزایر انجمن ،پلی‌نزی فرانسه، یازسازی شده در سال ۱۹۹۴.

اساطیر تاهیتی و جزایر انجمن شامل افسانه‌ها، داستان‌های تاریخی و باروهای شفاهی مردمان باستانی جزایر انجمن است که از جزایر تاهیتی، بورا بورا، رایاتئا، هواهین، موئورئا و دیگر را شامل می‌شود. اساطیر تاهیتی و جزایر انجمن گونه ای از اساطیر مردمان پُلی‌نِزیایی است در نظر گرفته می‌شود، که برای چندین قرن ویژه گی‌های منحصر به فرد خود را شکل داد. این باورها رسماً در قرن نوزدهم سرکوب شد و در نهایت بومیان با تغییر آئین مسیحیت، این باروها را به کنار نهادند.

## رب النوع‌ها و اسامی برجسته در اساطیر تاهیتی و جزایر انجمن
- فاتی
- رووآ